# Stefan Stefanović
Stefan Stefanović (in serbo Стефан Стефановић?; Belgrado, 10 novembre 1991) è un calciatore serbo, centrocampista dello Sloboda Donji Tovarnik.

## Carriera
In carriera ha giocato 8 partite di qualificazione alle coppe europee, di cui 6 per la Champions League e 2 per l'Europa League, tutte con il Sutjeska.
Conta anche 6 presenze nella prima divisione serba e svariate altre presenze nella massima divisione montenegrina.

## Palmarès

### Competizioni nazionali
- Campionato montenegrino: 4

Sutjeska: 2012-2013, 2013-2014, 2017-2018, 2018-2019
- Prva Liga Srbija: 1

IMT Belgrado: 2022-2023